# Héctor Vásquez (violonchelista)
Héctor Vasquéz (Caracas, Venezuela, 1950) es un violonchelista, solista, recitalista y pedagogo venezolano. Es el violonchelista principal de la Guelph Symphony Orchestra.

## Biografía
Nacido en Caracas, Venezuela, Héctor Vásquez Comenzó su formación musical en el Conservatorio Nacional de su ciudad natal con el maestro belga Leon Roy. Obtuvo su Bachillerato en Artes en la especialidad de Dominio del Violoncello en el Conservatorio Nacional de Puerto Rico con Adolfo Odnopossof y el internacionalmente reconocido violonchelista cataluño Pablo Casals. Luego estudió con Claus Kanngiesser en la Escuela Superior de Música de Alemania de la Saarland en Saarbrücken, y más tarde con el maestro Sir William Pleeth en Londres (Inglaterra), y con el maestro brasileño Aldo Parisot en Yale University. En su estadía por Inglaterra Héctor compartió con "The Early Cello Consort" recorriendo el Reino Unido y Europa tocando instrumentos de época. 
Héctor ha sido Primer Violoncello de la Orquesta Sinfónica de Venezuela, Solistas de Venezuela, Orquesta Sinfónica de Puerto Rico y la Orquesta Filarmónica de Bogotá. En Florida, donde vivió en el período 2000-2003, fue Violonchelista principal de la Florida Grand Opera, Miami Symphony Orchestra, Florida Chamber Orchestra, Palm Beach Opera, Palm Beach Pops y Boca Pops. En Canadá, desde 2004, Héctor ha tocado con Waterloo Chamber Players, Waterloo Community Orchestra, y ha sido Primer Violoncello Guelph Symphony Orchestra. 
Ha actuado como solista con la Orquesta Sinfónica de Venezuela, Orquesta Filarmónica de Bogotá, Solistas de Venezuela, Orquesta Filarmónica Nacional, la Camerata de 
Solistas, Florida Chamber Orchestra, Orquesta Sinfónica de Puerto Rico y la Orquesta Sinfónica de Antioquia (Medellín, Colombia). 
Hector también es reconocido como recitalista. Sus numerosos recitales han incluido los Conrad Grebel Noon Recitals, KW Chamber Music Society, diversas giras en Colombia, 
incluyendo Bogotá, Cali y Medellín, el Teatro Teresa de Carreño en Venezuela y el Carnegie Recital Hall de Nueva York.